# Сокоалеле
Сокоалеле (рум. Socoalele) — село у повіті Келераш в Румунії. Входить до складу комуни Драгош-Воде.
Село розташоване на відстані 84 км на схід від Бухареста, 33 км на північний захід від Келераші, 122 км на захід від Констанци, 125 км на південний захід від Галаца.

## Населення
За даними перепису населення 2002 року у селі проживали 320 осіб, з них 318 осіб (99,4%) румунів. Усі жителі села рідною мовою назвали румунську.